# Mário Mihál
Mário Mihál (Borský Mikuláš, 27 febbraio 2001) è un calciatore slovacco, difensore dell'Hodonín.

## Statistiche

### Presenze e reti nei club
Statistiche aggiornate al 21 gennaio 2023.
| Stagione        | Squadra           | Campionato      | Campionato | Campionato | Coppe nazionali | Coppe nazionali | Coppe nazionali | Coppe europee | Coppe europee | Coppe europee | Altre coppe | Altre coppe | Altre coppe | Totale | Totale |
| Stagione        | Squadra           | Comp            | Pres       | Reti       | Comp            | Pres            | Reti            | Comp          | Pres          | Reti          | Comp        | Pres        | Reti        | Pres   | Reti   |
| --------------- | ----------------- | --------------- | ---------- | ---------- | --------------- | --------------- | --------------- | ------------- | ------------- | ------------- | ----------- | ----------- | ----------- | ------ | ------ |
| 2019-2020       | Senica            | SL              | 8          | 0          | CS              | 1               | 0               | -             | -             | -             | -           | -           | -           | 9      | 0      |
| 2020-2021       | Spartak Trnava    | SL              | 5          | 0          | CS              | 0               | 0               | -             | -             | -             | -           | -           | -           | 5      | 0      |
| 2020-2021       | Petržalka         | 2.L             | 9          | 0          | CS              | 0               | 0               | -             | -             | -             | -           | -           | -           | 9      | 0      |
| feb.-giu. 2022  | Senica            | SL              | 12         | 0          | CS              | 4               | 0               | -             | -             | -             | -           | -           | -           | 16     | 0      |
| Totale Senica   | Totale Senica     | Totale Senica   | 20         | 0          |                 | 5               | 0               |               | -             | -             |             | -           | -           | 25     | 0      |
| 2022-2023       | Liptovský Mikuláš | SL              | 6          | 0          | CS              | 2               | 0               | -             | -             | -             | -           | -           | -           | 8      | 0      |
| Totale carriera | Totale carriera   | Totale carriera | 40         | 0          |                 | 7               | 0               |               | -             | -             |             | -           | -           | 47     | 0      |